# احمد شمس‌الدین قره‌حصاری
احمد شمس‌الدین قره‌حصاری ترکی استانبولی: Ahmed Şemseddin Karahisârî) (زاده ۱۴۶۸ و درگذشته ۱۵۶۶ میلادی) خوشنویس اهل عثمانی (ترکیه) بود. او زاده افیون قره‌حصار واقع در غرب ترکیه است. بر خلاف دیگر خطاطان هم عصر خود او گرایشی به سبک شیخ حمدالله نداشت و در عوض از شیوه یاقوتی (Yakut-ı Mustasımi) پیروی می‌کرد. او در زمینه خط ثلث و خط نسخ آثار برجسته‌ای از خود به جای گذاشته است.

## نگارخانه

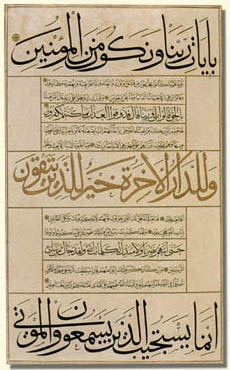
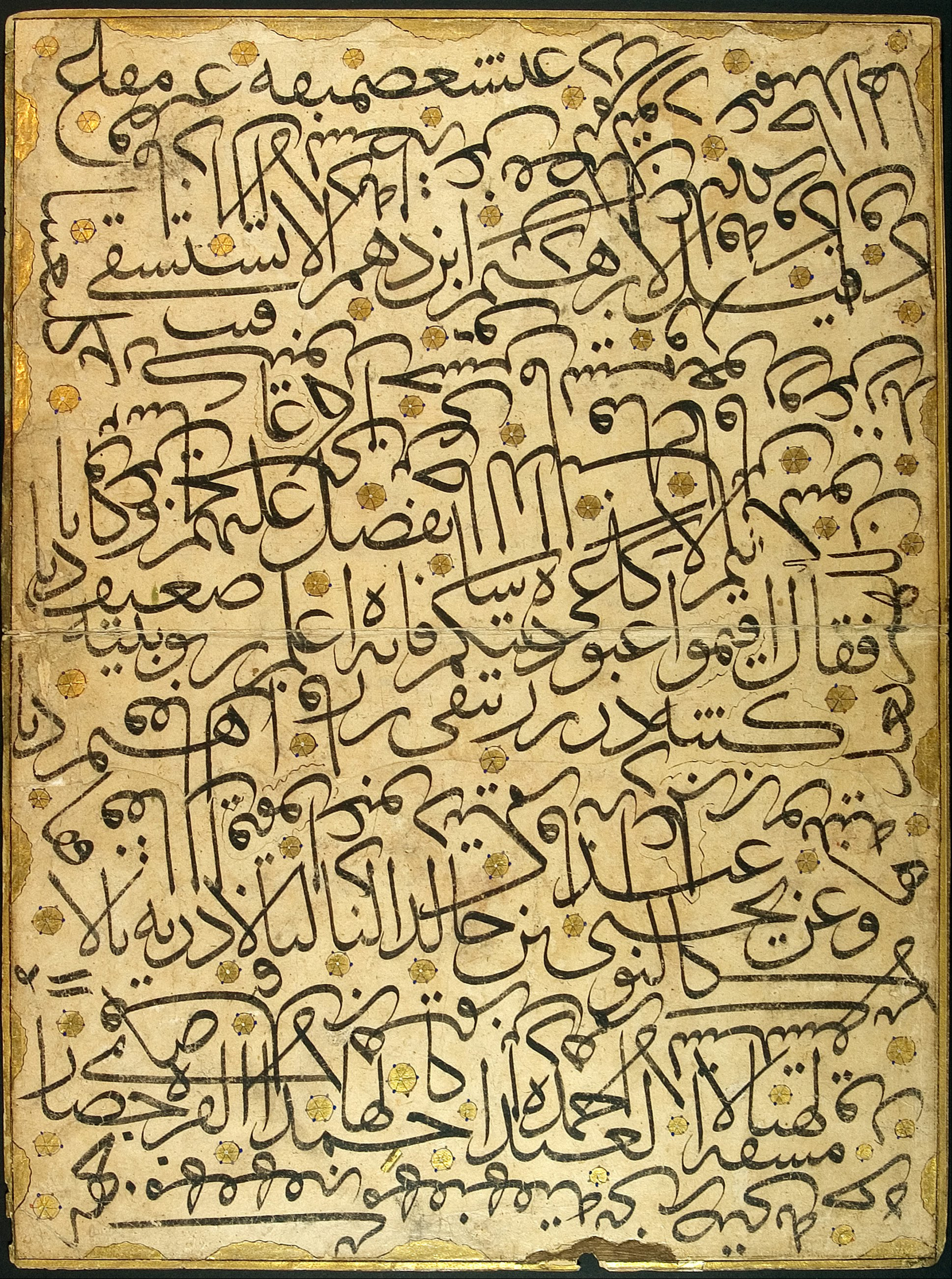
دهه ۱۵۰۰ میلادی
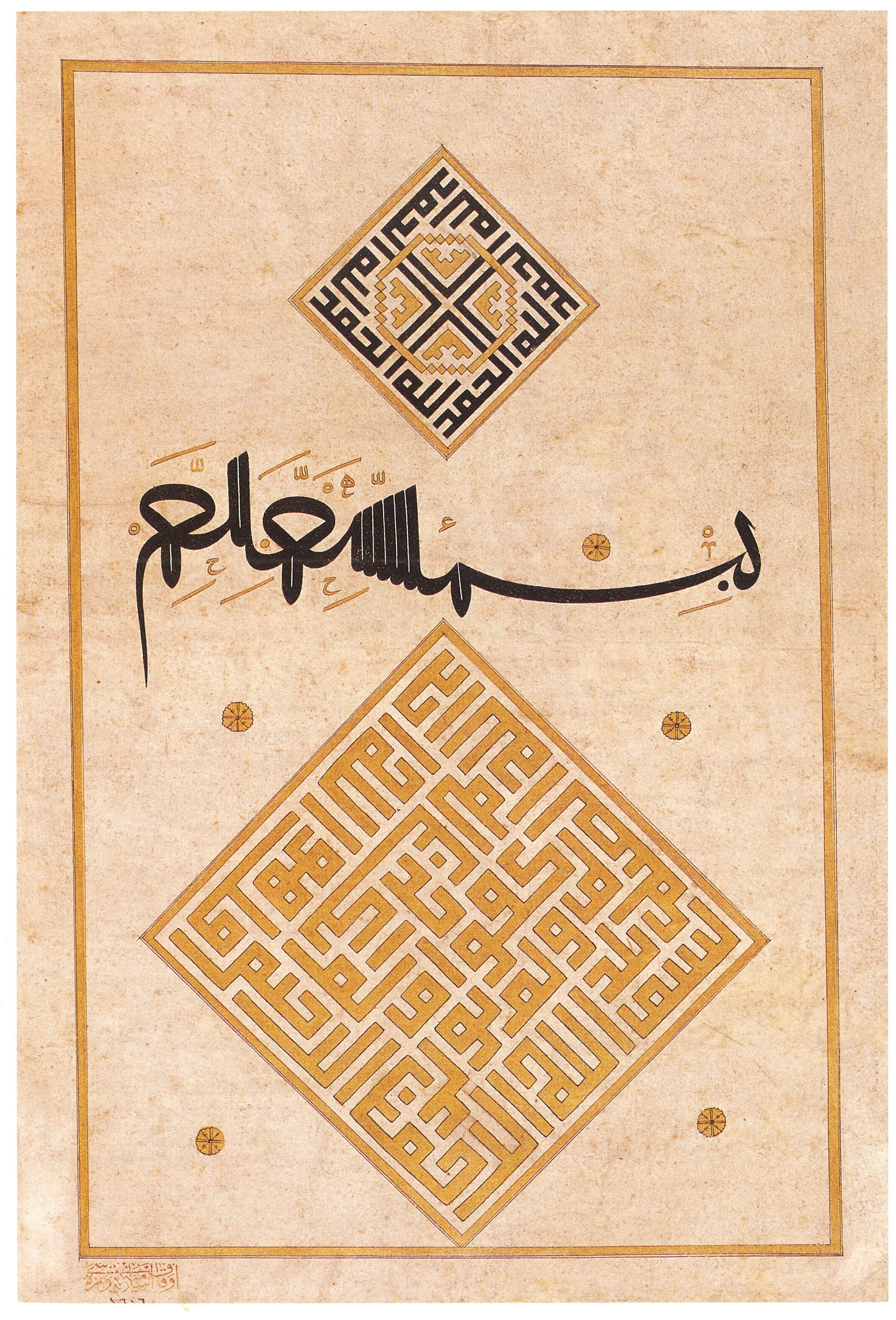
دهه ۱۵۰۰ میلادی